# Odrava
Odrava (németül Kulsam) község Csehországban a Karlovy Vary-i kerület Chebi járásában. Közigazgatásilag hozzá tartoznak Dobroše (Dobrassen), Mostov (Mostau), Obilná (Kornau) és Potočiště (Dürnbach) települések. Korábban hozzá tartozott a már megszűnt Trpěš (Tipessenreuth) település is. Chebtől 8 km-re északkeletre fekszik.

## Története
Első írásos említése 1370-ből származik. Az Odrava folyón átívelő kőhídját 1841-ben építették. Lakosainak száma 1930-ban 130, 1939-ben 142 volt. A csehszlovák nemzetállami törekvések következtében német nemzetiségű lakosságát 1946-ban kitelepítették. 

## Híres emberek
- Itt született 1849. január 27-én Adolf Bachmann német történész, politikus.

## Népesség
A település népessége az elmúlt években az alábbi módon változott:
| Lakosok száma | 886  | 766  | 700  | 373  | 229  | 198  | 247  | 257  | 229  | 232  |
|               | 1869 | 1890 | 1921 | 1950 | 1980 | 2001 | 2017 | 2019 | 2022 | 2024 |

## Képtár

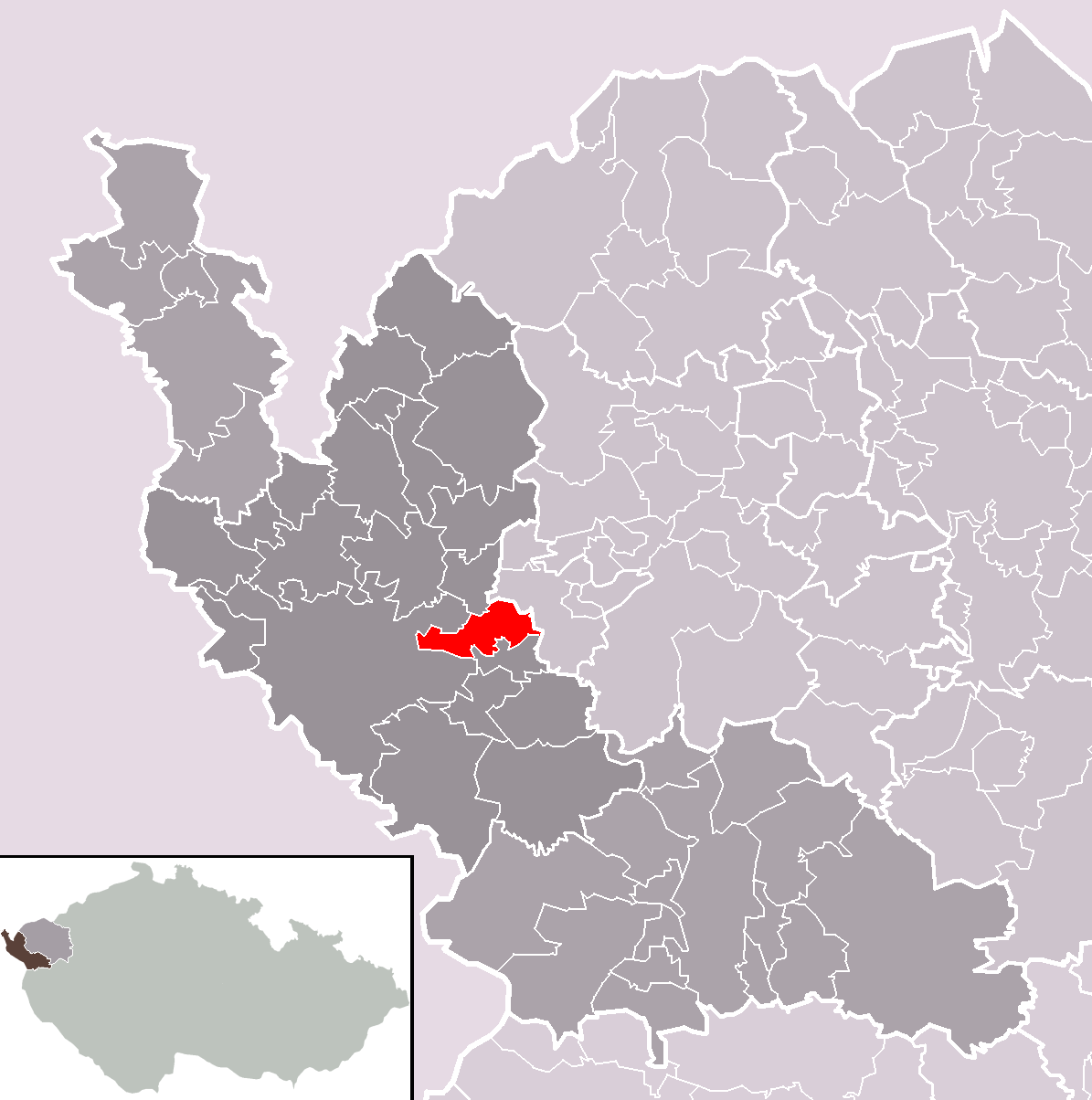
A község közigazgatási területe

## Fordítás
- Ez a szócikk részben vagy egészben a Odrava című német Wikipédia-szócikk ezen változatának fordításán alapul.  Az eredeti cikk szerkesztőit annak laptörténete sorolja fel. Ez a jelzés csupán a megfogalmazás eredetét és a szerzői jogokat jelzi, nem szolgál a cikkben szereplő információk forrásmegjelöléseként.